# Сарид, Йоси
Йоси Сарид (Иосиф; ивр. יוסי שריד‎; 24 октября 1940, Реховот, подмандатная Палестина — 4 декабря 2015) — израильский политик, государственный деятель, журналист, депутат кнессета девяти созывов (с 1974 по 2006 год).

## Биография
Родился в семье выходцев из России. Закончил Еврейский университет в Иерусалиме по специальностям литература и философия. В молодые годы занимался журналистикой, работал корреспондентом израильского радио «Коль Исраэль» («Голос Израиля»), сотрудничал в газетах, был пресс-секретарём партии МАПАЙ. В армии служил в артиллерии, а также военным корреспондентом.
В 1974 году становится членом кнессета от партии МАПАЙ.
Основные идеи, отстаиваемые политиком:
- Территориальные уступки в обмен на достижение мира с арабскими странами.
- Обеспечение прав граждан Израиля, в частности, гражданских прав национальных и религиозных меньшинств.
- Борьба за светский характер Государства Израиль и противодействие попыткам диктата со стороны религиозных кругов[1].

В 1984 году вновь был избран в кнессет от партии МАПАЙ, однако он откололся от фракции и присоединился к возглавляемой Шуламит Алони партии «Рац» («Движение за права гражданина»). Накануне парламентских выборов 1992 года Сарид был одним из инициаторов создания «Мерец» — единого избирательного списка левосионистских партий МАПАМ, «Шинуй» и «Рац». В правительстве Ицхака Рабина, куда вошла «Мерец», Сарид получил портфель министра охраны окружающей среды.
В кнессете следующего созыва (1996—1999) входил в состав ряда комиссий, в том числе иностранных дел и обороны. В 1996 году «Мерец» была преобразована в единую партию, а Сарид стал её председателем, после того как Шуламит Алони оставила политику.
В 1999 году партия «Мерец» получила на выборах в кнессет 10 мандатов. «Мерец» вошла в коалиционное правительство Эхуда Барака, а Сарид получил пост министра образования. Однако вскоре (2000 год) он оставил этот пост из-за конфликта с религиозной партией ШАС, не желающей подчинить сеть религиозных школ Эль ха-мааян ха-торани («К источнику Торы») государственному министерству образования.
В 2001 году на прямых выборах премьер-министра победу одержал Ариэль Шарон и партии «Ликуд» и «Авода» сформировали правительство национального единства под его руководством. «Мерец» не вошла в коалицию, а Сарид, как глава самой крупной оппозиционной фракции, стал официальным главой оппозиции.
На выборах 2003 года «Мерец» получила лишь 6 мандатов, и политик сложил с себя полномочия лидера партии. Лидером партии стал Йоси Бейлин. Сарид оставался депутатом кнессета до выборов в марте 2006 года, когда «Мерец» набрала ещё меньше голосов. Ещё до выборов, в декабре 2005 года, Сарид объявил о своём уходе из политики после окончания каденции.
После ухода из политики преподавал в школах Сдерота (на границе с сектором Газа), Западной Галилеи и Кирьят-Шмоны (на границе с Ливаном). Читал лекции в академических заведениях.
В мае 2010 года поддержал петицию группы «JCall» в Европарламенте, призывающую, в том числе, оказать давление на Израиль. Петиция вызвала разноречивые отклики и в Израиле, и в целом по миру.
Проживал в селении Маргалиот в Верхней Галилее на ливанской границе. Был женат и имеет трёх детей.
Он вёл еженедельную колонку в израильской газете «Ха-Арец».